# MT9
MT9 é um formato de arquivo de aúdio digital desenvolvido pela Korea's Electronics and Telecommunications Institute. O formato está atualmente sendo produzido pela Audizen .
o formato MT9 - conhecido comercialmente como Music 2.0 - divide um arquivo de áudio em seis canais, como vocais e guitarras. Os usuários que estiverem ouvindo a faixa poderão alterar o volume dos diferentes canais, como um produtor durante a mixagem, a ponto de poderem isolar cada item. 
A Samsung e a LG anunciaram aparelhos com teconologia para o MT9 em 2009.

## References
1. ↑  «Cópia arquivada». Consultado em 17 de junho de 2008. Arquivado do original em 31 de maio de 2008
2. ↑  http://www.audizen.co.kr